# Байкальский хребет
Байка́льский хребе́т (бур. Байгалай дабаан) — горный хребет в Прибайкалье, на территории Иркутской области и Бурятии. Северные две трети водораздела хребта являются естественной границей этих субъектов РФ. Длина — 300 км.

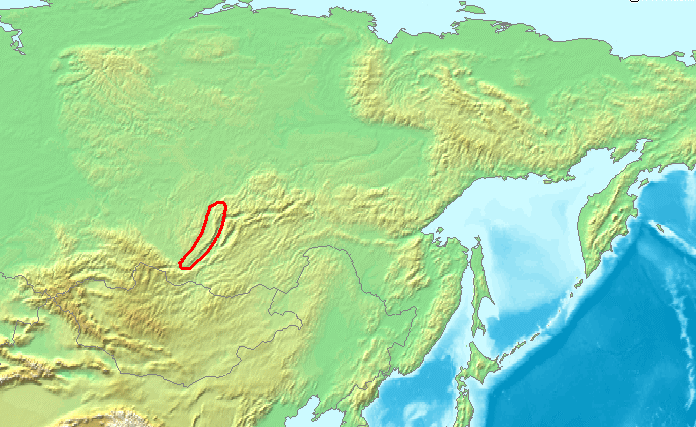
Расположение хребта

Высшая точка — гора Черского (2588 м) в центральной части хребта, преобладающие высоты — в пределах 1900—2200 м. На северо-востоке от Байкальского хребта отходит хребет Сынныр, образующий юго-восточную границу Северо-Байкальского нагорья; северным продолжением является хребет Акиткан, ограничивающий нагорье с запада.
Склон до 900—1000 м занимает лесостепь и сосновые леса, выше — темнохвойная тайга. В средней и северной части преобладает лиственничная тайга. Выше 1400 м преобладает лиственничное редколесье.
В северной части Байкальского хребта по перевалу Даван проходит автодорога Кунерма — Северобайкальск (часть АвтоБАМа). Под седловиной перевала хребет пересекается Байкало-Амурской магистралью (Байкальский тоннель). В южной части хребта расположен Байкало-Ленский заповедник.
На Байкальском хребте у подножия безымянной вершины высотой 2023 м в 15 км от перевала Солнцепадь и в 10 км к западу от Байкала, на высоте 1470 м расположено небольшое болото, которое считается истоком реки Лена.

## Галерея

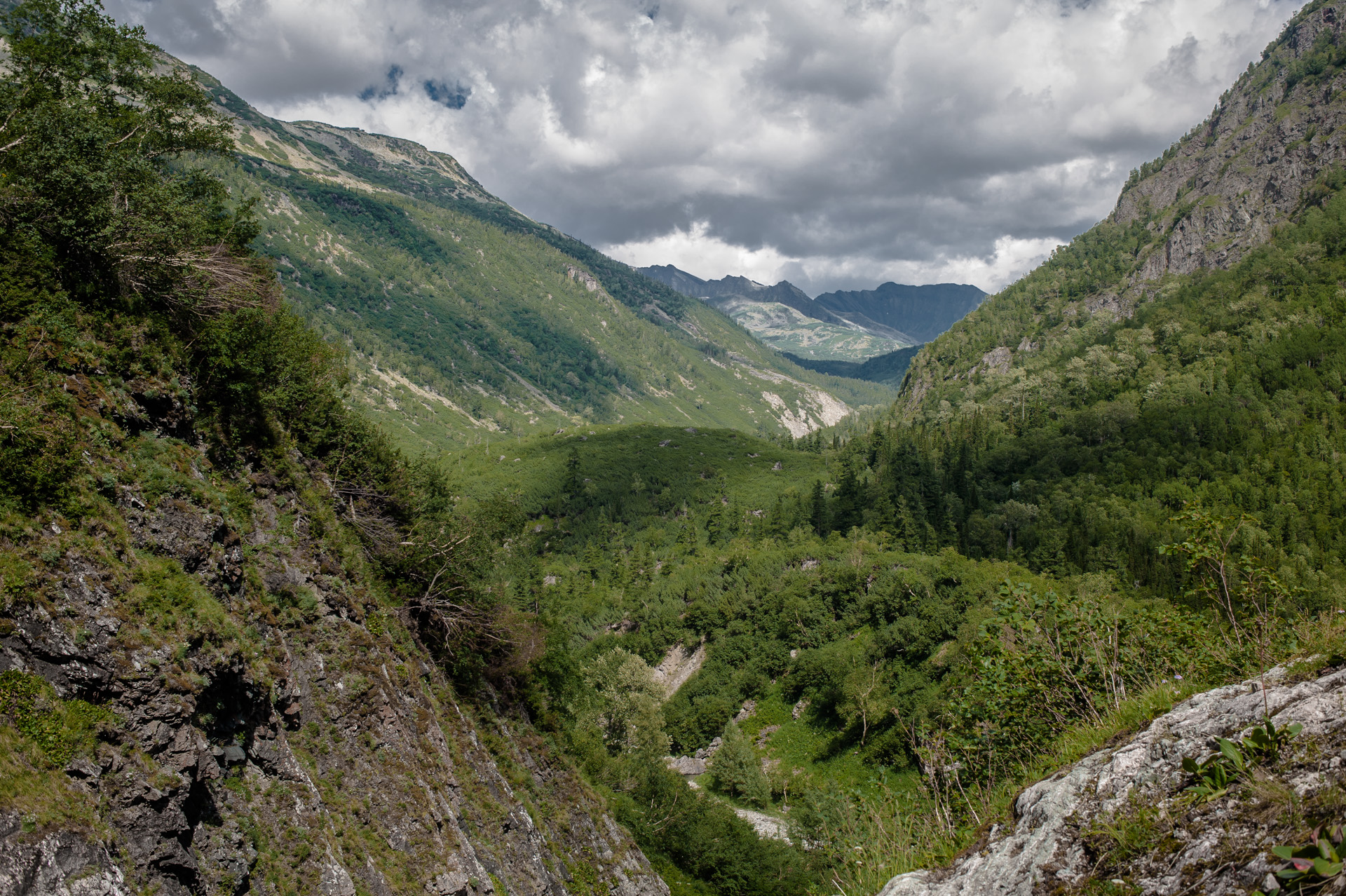
Перевал Молокон
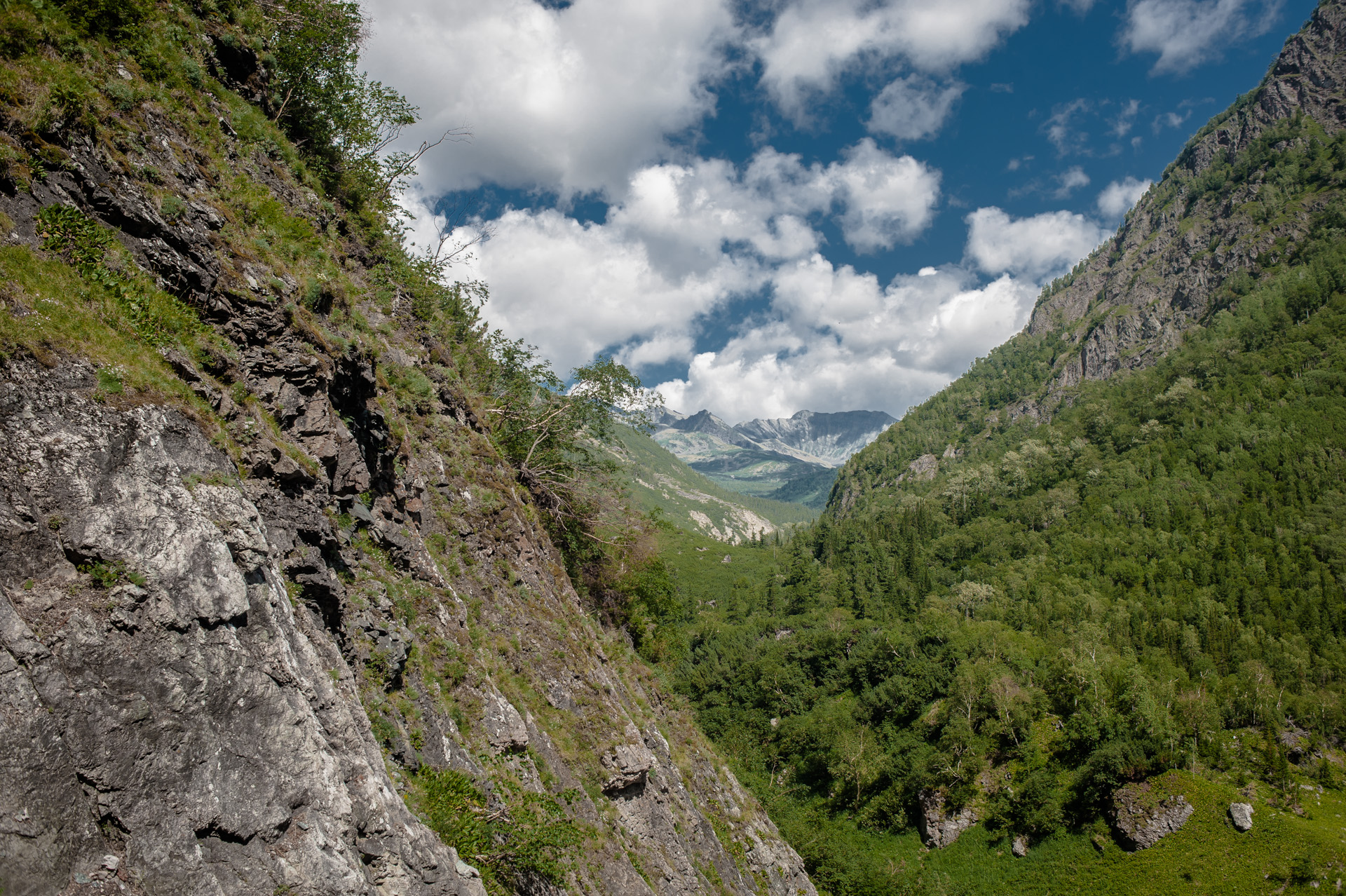
Ущелье
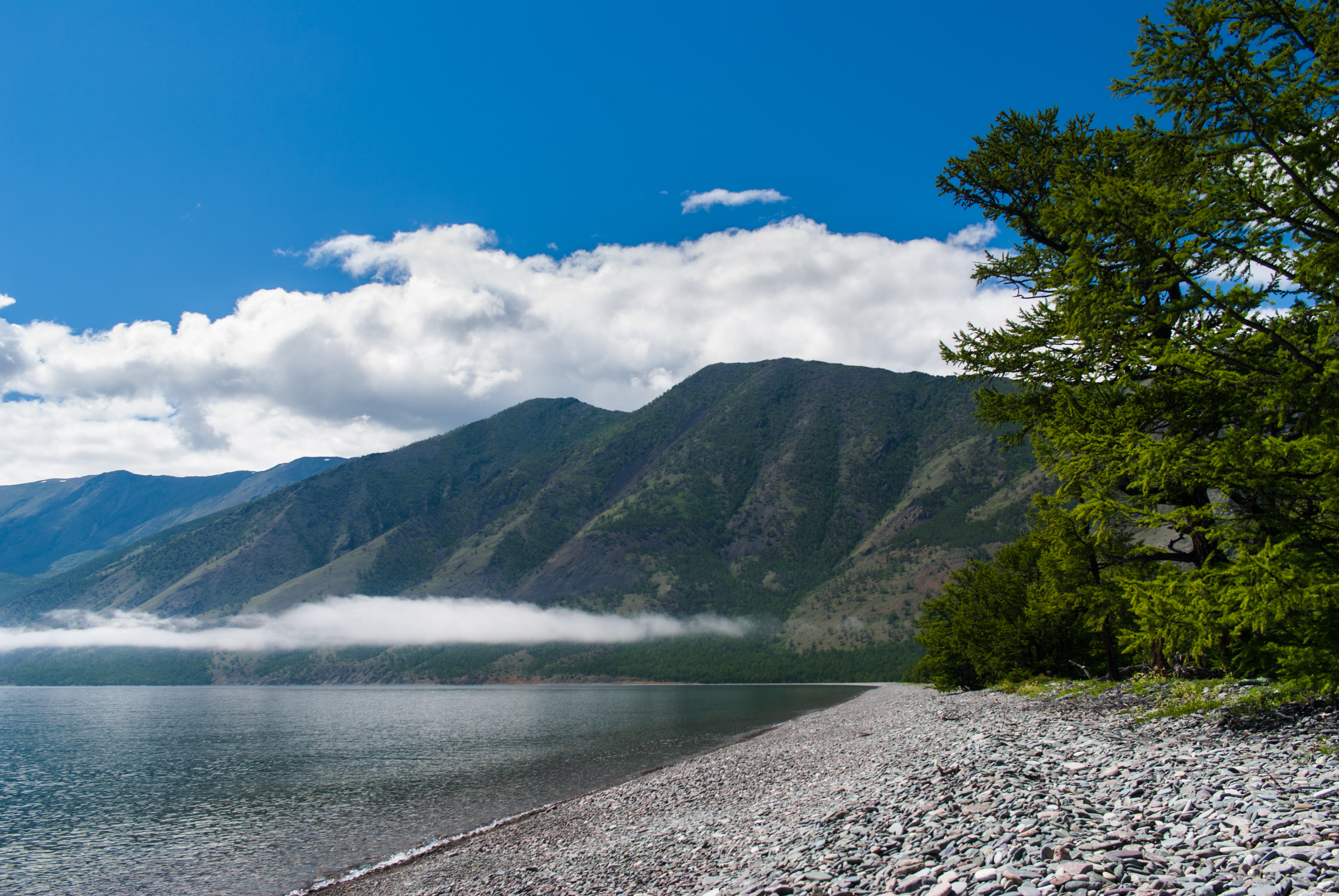
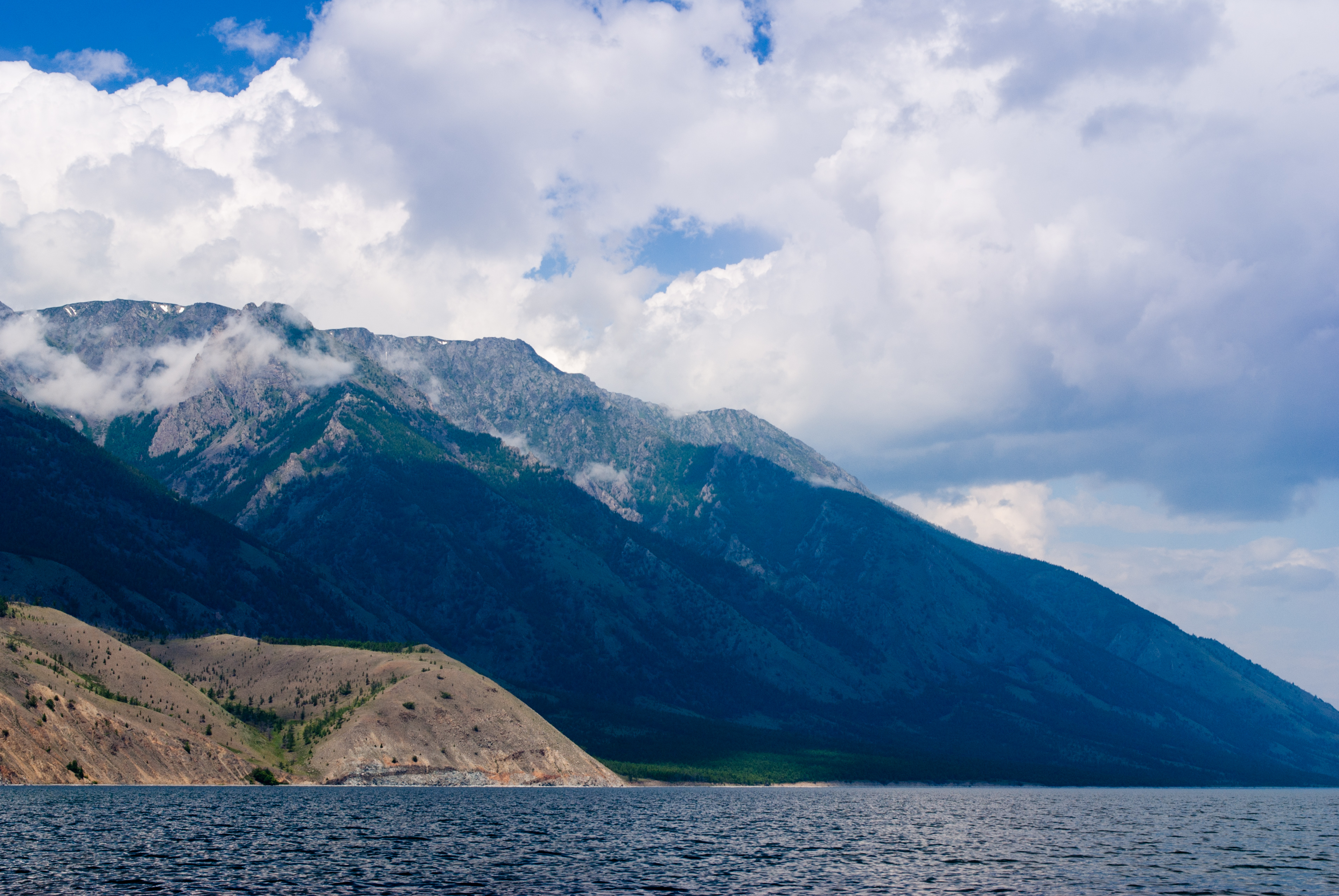
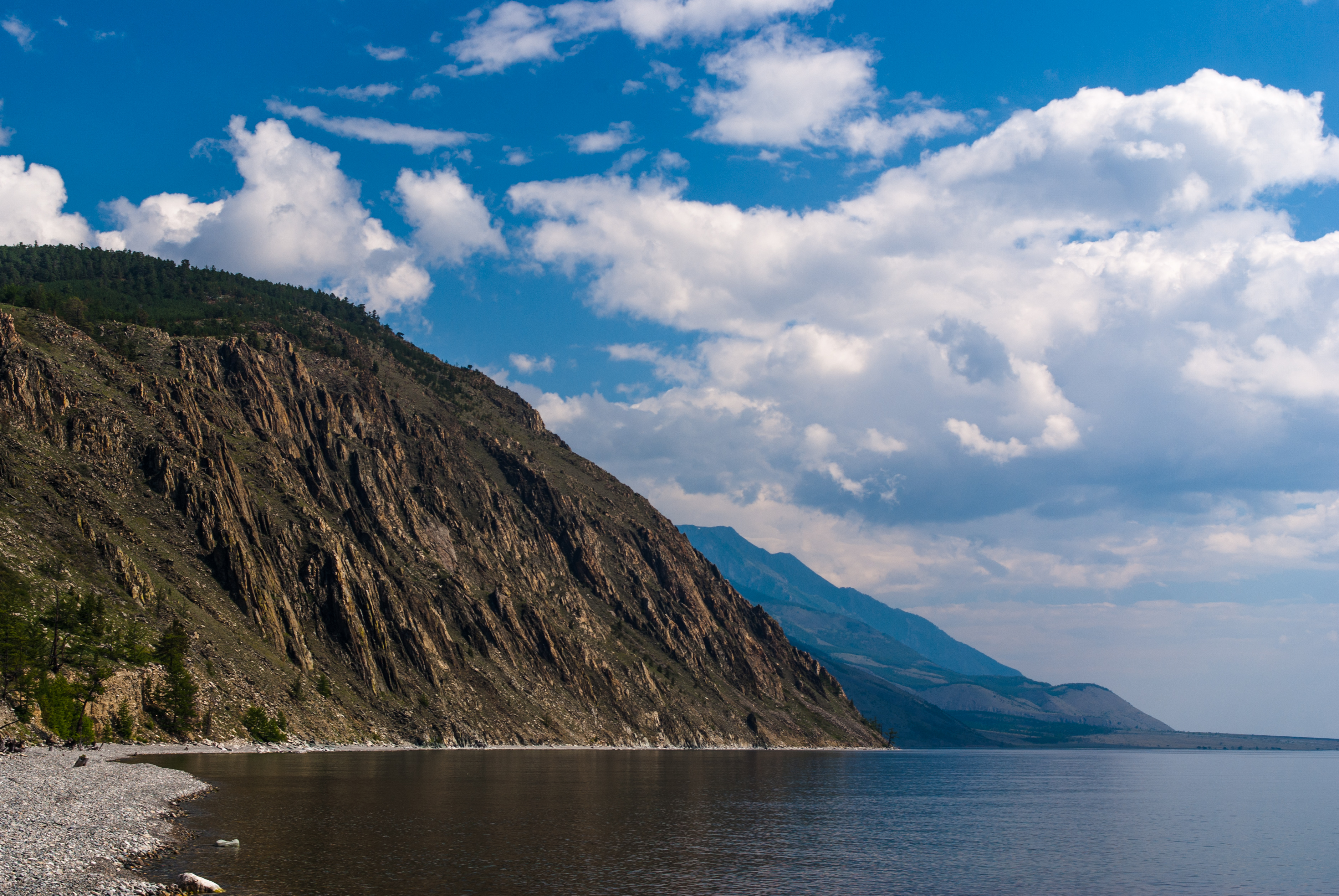